# 南京水利科学研究院
南京水利科学研究院是中华人民共和国的一所水利科学研究机构。前身是1935年成立的中央水工试验所。